# Federal Coal Mine Safety Act
La Federal Coal Mine Safety Act è una legge federale degli Stati Uniti d'America.

## Introduzione
Emblematica rimane la tragedia accaduta il 6 dicembre 1907 nella miniera di carbone di Monongah, nella Virginia Occidentale: il più grave disastro minerario accaduto in una miniera statunitense, con un enorme numero di vittime - suscitò un tale clamore nell'opinione pubblica del Paese da avere ripercussioni pressoché immediate sulla legislazione mineraria.
All'epoca della tragedia di Monongah la legislazione sulla sicurezza e igiene del lavoro nelle miniere degli Stati Uniti d'America era assai carente, e tale rimase per lungo tempo. 
Basti pensare che i lavoratori dovettero attendere il 1968 affinché fosse introdotto l'importantissimo obbligo della conservazione delle mappe delle miniere. Infatti sebbene già nel 1883 lo Stato della Virginia Occidentale avesse imposto l'obbligo di "fornire" le mappe agli ispettori, non ne aveva però prescritto la conservazione.
Sino a pochi anni prima della strage del 1907 i minatori erano soliti portare con sé delle gabbiette contenenti uccellini i quali, in caso di presenza di gas, a causa della loro fragilità, avrebbero segnalato con la loro morte l'esistenza di un imminente pericolo per i lavoratori.
Per i minatori era assai difficile migliorare le tremende condizioni in cui erano costretti a lavorare: tre italiani che nel 1879, a Eureka, in Nevada, avevano promosso uno sciopero per tentare di cambiarle, finirono barbaramente linciati.

## 1891, la prima legge sulla sicurezza delle miniere negli USA
Nel 1891 il Congresso statunitense varò la prima legge sulla sicurezza in materia mineraria. 

Tale norma riguardava esclusivamente i Territori federali e stabiliva, fra l'altro, i minimi valori di ventilazione e il divieto di impiegare bambini minori di 12 anni.
Nel decennio 1900-1910 nelle miniere statunitensi si verificarono oltre duemila decessi all'anno; solamente nel 1907 i morti furono tremila.

Nel 1910 - in seguito all'aumento del numero degli incidenti nell'industria mineraria del carbone e soprattutto al clamore che essi avevano suscitato nell'opinione pubblica - il Congresso, allo scopo di condurre ricerche per ridurne il numero, istituì l'Ufficio delle Miniere (Bureau of Mines), un ente del Ministero dell'Ambiente (Department of the Interior).
Può essere interessante osservare che tale agenzia fu creata sulla spinta del dramma di Monongah. 

Infatti il rapporto della commissione che indago' sulla sciagura raccomandava espressamente al Congresso appunto l'istituzione di un ufficio di indagini ("bureau of investigation and information") stante "la persistenza di problemi irrisolti riguardanti le esplosioni nelle miniere di carbone".
Un ricercatore ha calcolato che in quegli anni le probabilità di sopravvivenza di un minatore della Virginia Occidentale erano minori di quelle di un soldato in una battaglia durante la Prima Guerra Mondiale.
Al Bureau of Mines furono però attribuiti poteri assai limitati e solo nel 1941 gli furono riconosciute autorità ispettive.

## 1947, primo codice di leggi federali
Nel 1947 il Congresso autorizzò la formulazione del primo codice di leggi federali sulla sicurezza nelle miniere.

## 1952, ilFederal Coal Mine Safety Act
Il Federal Coal Mine Safety Act promulgato nel 1952 stabilì che determinate miniere sotterranee fossero soggette ad ispezioni annuali e conferì al Bureau of Mines un limitato potere coercitivo, inclusa la possibilità di emettere notifiche di violazione e ingiunzioni di sgombero per pericolo imminente. La legge contemplava anche sanzioni penali in caso di inadempienza degli ordini di sgombero immediato e di rifiuto di concessione d'accesso alle miniere agli ispettori benché non prevedesse multe per inadempienza nelle dotazioni di sicurezza.
Nel 1966 tale legge fu estesa a tutte le miniere di carbone sotterranee.
Il primo Statuto federale di regolamentazione della sicurezza di miniere diverse da quelle di carbone fu il Federal Metal and Nonmetallic Mine Safety Act del 1966, che fu comunque una legge debole, consistente più che altro nella promulgazione di standard, la maggior parte dei quali meramente suggeriti, e ispezioni e indagini.
Il Mine Act è una legge federale degli Stati Uniti d'America.
Nel 1977 fu varato il Federal Mine Safety and Health Act, detto Mine Act, che ha trasferito al Ministero della Salute le competenze sulla sicurezza e sull'igiene nelle miniere - precedentemente spettanti al Ministero dell'Ambiente - e ha mutato in Mine Safety and Health Administration la denominazione dell'originario Bureau of Mines.